# Ratko Vulanović
Ratko Vulanović (en serbe cyrillique : Ратко Вулановић ; né en 1941 à Laz et mort le 23 mars 2023) est un sculpteur serbo-monténégrin.

## Présentation

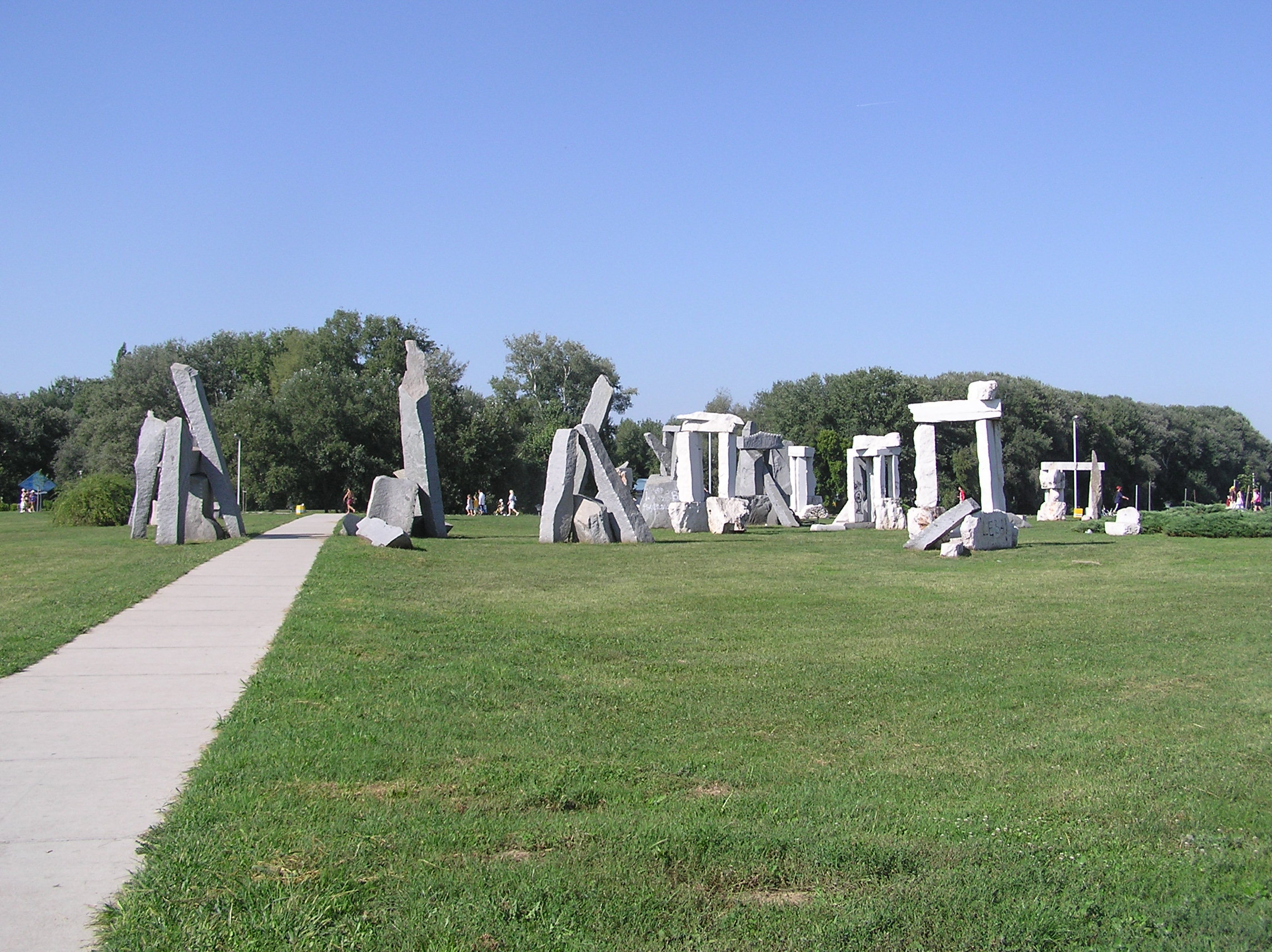
La Ville de pierre, 1992, sur l'île d'Ada Ciganlija

Ratko Vulanović naît à Laz, près de Nikšić, aujourd'hui au Monténégro. Il suit les cours de l'Académie des beaux-arts de Belgrade, dont il sort diplômé. En 1969, il devient membre de l'Association des artistes de Serbie (en serbe : Udruženje likovnih umetnika Srbije ; en abrégé : ULUS).
Ratko Vulanović participe à des expositions collectives en Yougoslavie et à l'étranger et expose individuellement notamment à Belgrade (1971, 1973, 1977, 1982, 1988, 1989, 2002), à Zrenjanin (1977), à Subotica (1977), à Podgorica (1977, 1987, 1996), à Nikšić (1992), à Moscou (1993), à Budva (1996) et à Bar (1997).
Il vit à Belgrade, dans la municipalité de Novi Beograd, 239/57 rue Jurija Gagarina.

## Quelques créations
- Composition, marbre, 1979, à Aranđelovac
- une terre cuite, 1988, à Kikinda
- La Ville de pierre, granit, 1992, à Belgrade, sur l'île d'Ada Ciganlija
- une sculpture en granit, à Belgrade, dans le parc de Tašmajdan